# FFH-Gebiet Wald am Bordesholmer See
Das FFH-Gebiet Wald am Bordesholmer See ist ein NATURA 2000-Schutzgebiet in Schleswig-Holstein im Kreis Rendsburg-Eckernförde in der Gemeinde Bordesholm. Es liegt in der Landschaft Eider-Moränengebiet (Landschafts-ID 70211), die vom Bundesamt für Naturschutz (BfN) als Landschaft mit geringerer naturschutzfachlicher Bedeutung bewertet wird. Diese ist wiederum Teil der Naturräumlichen Großregion 2. Ordnung Schleswig-Holsteinisches Hügelland.
Das FFH-Gebiet Wald am Bordesholmer See liegt westlich des Bordesholmer Sees und grenzt im Norden an die Wohnbebauung von Bordesholm. Es hat eine Fläche von 35 Hektar. Die größte Ausdehnung liegt in Nordsüdrichtung und beträgt 1,07 Kilometer. Die höchste Erhebung mit 37,3 Meter über NN befindet sich im Norden 40 Meter westlich der Straße Mühbrooker Weg. Das Gelände fällt Richtung Bordesholmer See bis auf 27 Meter über NN ab.
Das FFH-Gebiet liegt auf einer Grundmoräne der Weichsel-Kaltzeit, in deren Mitte in Höhe der Försterei sich ein Areal mit Geschiebesand befindet. Das FFH-Gebiet ist fast vollständig mit der FFH-Lebensraumklasse Laubwald bedeckt. Anfang des 19. Jahrhunderts war das FFH-Gebiet noch nicht bewaldet, siehe Bild 1. Auf der Karte des Deutschen Reiches von 1879 ist nur die westliche Hälfte des heutigen FFH-Gebietes bewaldet, wobei der Norden und der Süden mit Laub- und die Mitte mit Nadelbäumen bestockt war, siehe Bild 2.

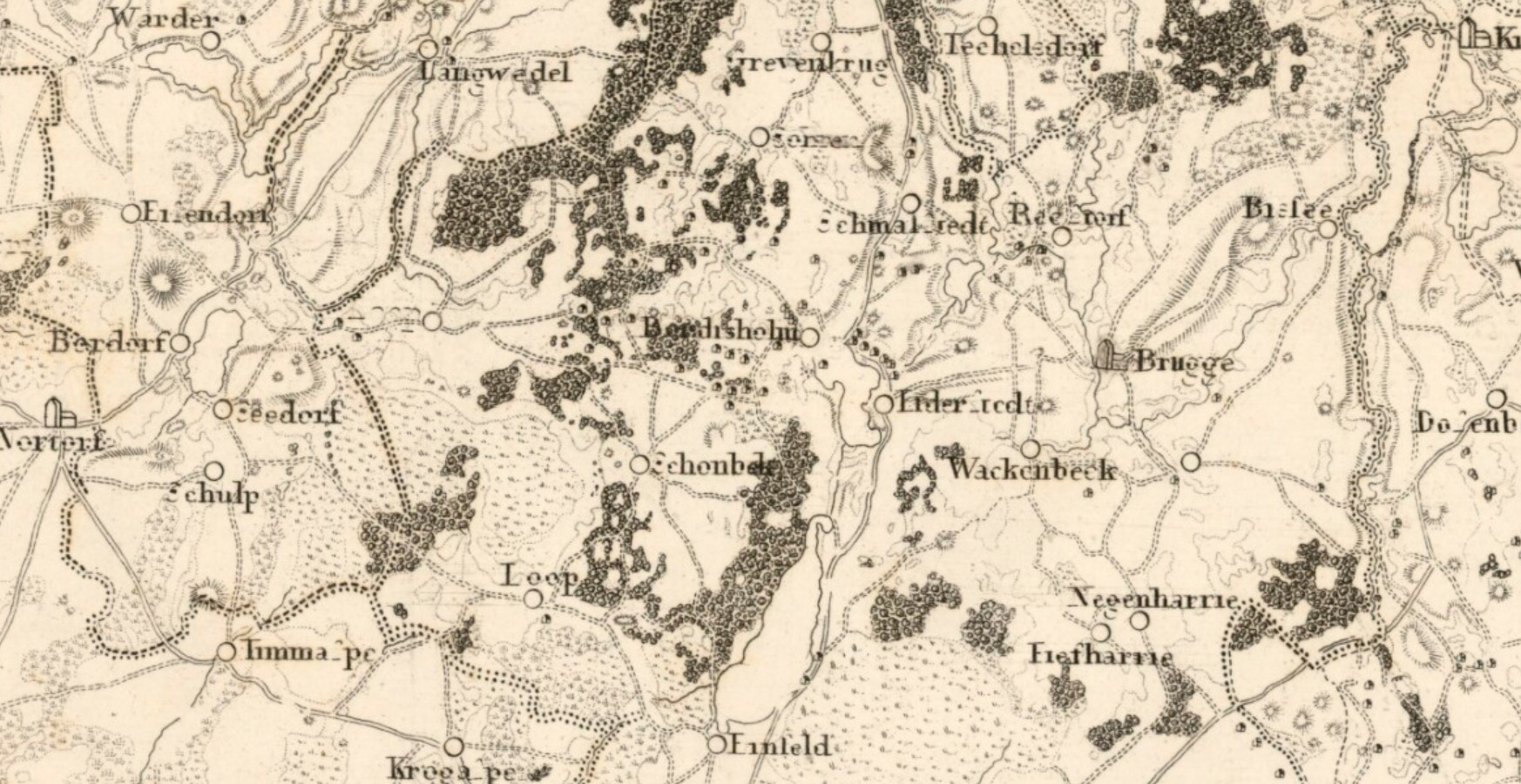
Bild 1: Bordesholmer See um 1800

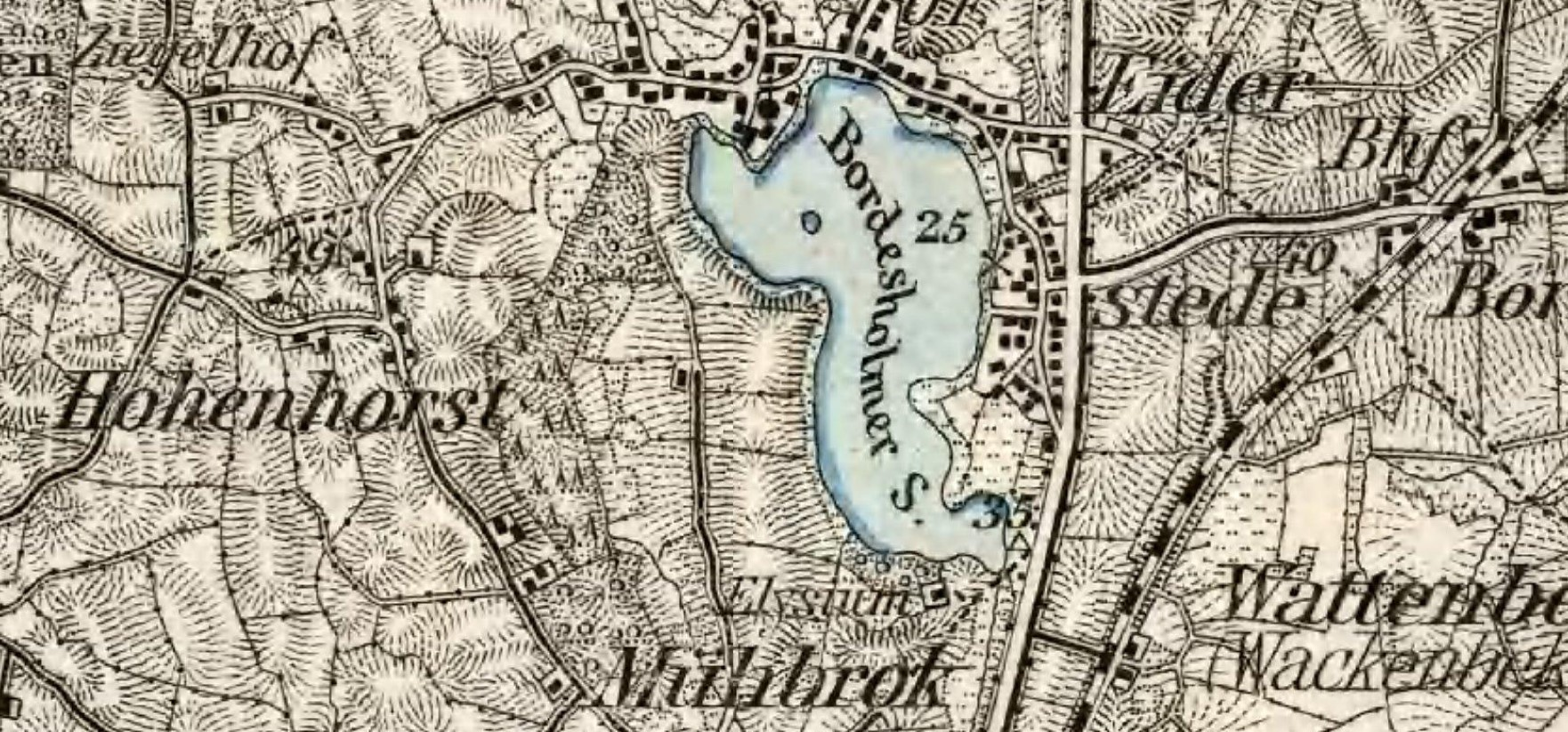
Bild 2: Bordesholmer See um 1879

Das FFH-Gebiet befindet sich vollständig im Besitz der Schleswig-Holsteinischen Landesforsten A.ö.R. und ist Teil des Forstreviers Wildhof mit den Abteilungen 1916 und 1917. Es wird von Nord nach Süd von einer viel befahrenen Gemeindestraße durchzogen und von Bürgern von Bordesholm und dem nur drei Kilometer entferntem Neumünster zur Naherholung genutzt, Es befindet sich im Gebiet ein dichtes Wegenetz für Wanderer. Im Norden ist ein Trimm-dich-Pfad angelegt und ein Waldkindergarten nutzt einen Teil des Waldes.

## FFH-Gebietsgeschichte und Naturschutzumgebung
Der NATURA 2000-Standard-Datenbogen (SDB) für dieses FFH-Gebiet wurde im Mai 2004 vom Landesamt für Landwirtschaft, Umwelt und ländliche Räume (LLUR) des Landes Schleswig-Holstein erstellt, im September 2004 als Gebiet von gemeinschaftlicher Bedeutung (GGB) vorgeschlagen, im Oktober 2007 von der EU als GGB bestätigt und im Januar 2010 national nach § 32 Absatz 2 bis 4 BNatSchG in Verbindung mit § 23 LNatSchG als besonderes Erhaltungsgebiet (BEG) bestätigt. Der SDB wurde zuletzt im Oktober 2013 aktualisiert. Der Managementplan für das FFH-Gebiet wurde im Februar 2011 veröffentlicht.
Das FFH-Gebiet liegt im Nordosten im am 11. Mai 1947 gegründeten Landschaftsschutzgebiet Westufer des Bordesholmer Sees.

## FFH-Erhaltungsgegenstand
Laut Standard-Datenbogen vom Oktober 2019 sind folgende FFH-Lebensraumtypen (LRT) und Arten für das Gesamtgebiet als FFH-Erhaltungsgegenstände mit den entsprechenden Beurteilungen zum Erhaltungszustand der Umweltbehörde der Europäischen Union gemeldet worden (Gebräuchliche Kurzbezeichnung (BfN)):
FFH-Lebensraumtypen nach Anhang I der EU-Richtlinie:
- 9130 Waldmeister-Buchenwälder (Gesamtbeurteilung B)[12]
- 9160 Sternmieren-Eichen-Hainbuchenwälder (Gesamtbeurteilung C)[13]

Weniger als fünf Prozent der FFH-Gebietsfläche ist keinem FFH-Lebensraumtyp zugeordnet, siehe Diagramm 2. Hier handelt es sich im Wesentlichen um die Verkehrsfläche der Gemeindestraße und die Siedlung der Försterei Wildhof.

## FFH-Erhaltungsziele
Aus den oben aufgeführten FFH-Erhaltungsgegenständen werden als FFH-Erhaltungsziele von Bedeutung die Erhaltung folgender Lebensraumtypen und Arten im FFH-Gebiet vom Ministerium für Energiewende, Landwirtschaft, Umwelt und ländliche Räume des Landes Schleswig-Holstein erklärt:
- 9130 Waldmeister-Buchenwälder (Gesamtbeurteilung B)
- 9160 Sternmieren-Eichen-Hainbuchenwälder (Gesamtbeurteilung C)

## FFH-Analyse und Bewertung
Das Kapitel FFH-Analyse und Bewertung im Managementplan beschäftigt sich unter anderem mit den aktuellen Gegebenheiten des FFH-Gebietes und den Hindernissen bei der Erhaltung und Weiterentwicklung der FFH-Lebensraumtypen. Die Ergebnisse fließen in den FFH-Maßnahmenkatalog ein.
Die Gesamtbeurteilung der FFH-Lebensraumtypen im Gebiet ist bezogen auf den Flächenanteil aller FFH-Lebensraumtypen vollständig mit schlechter als gut (C) bewertet worden, siehe Diagramm 3. Diese Daten entstammen dem SDB vom Oktober 2013. Hauptgründe der schlechten Gesamtbeurteilung sind der zu geringe Bestand an stehendem und liegendem Totholz sowie älteren Habitatbäumen. Die natürliche Waldentwicklung ist durch den hohen Wildbestand eingeschränkt.
Für alle Waldgebiete der Schleswig-Holsteinischen Landesforsten gelten in NATURA-2000-Gebieten gesonderte Handlungsgrundsätze. Diese sorgen für die Einhaltung des Verschlechterungsverbotes in diesen Gebieten.
Gut drei Viertel der FFH-Gebietsfläche unterliegen dem Schutzstatus eines FFH-Lebensraumtyps, knapp ein Achtel sind gesetzlich geschützte Biotoptypen nach § 30 BNatSchG in Verbindung mit § 21 LNatSchG, siehe Diagramm 4. Bei Letzteren handelt es sich um Erlen-Bruchwald und sechs kleine Gewässer, die im gesamten Gebiet verteilt sind.
| Lfd. Nr. | Biotop-Nummer  | Schutzstatus             | Bezeichnung | Fläche [m²] | Erhaltungs-zustand | Lage                        | Kartierdatum |
| -------- | -------------- | ------------------------ | --- | ----------- | ------------------ | --------------------------- | ------------ |
| 1        | 325646002-0401 | LRT                      | 9130 Waldmeister-Buchenwälder | 272356      | C                  | 54° 10′ 29″ N, 10° 0′ 21″ O | 08.08.2017   |
| 2        | 325646002-0402 | LRT + ges. gesch. Biotop | 3150 Natürliche und naturnahe nährstoffreiche Stillgewässer mit Laichkraut oder Froschbiss-Gesellschaften; FSe Eutrophes Stillgewässer | 683         | B                  | 54° 10′ 29″ N, 10° 0′ 14″ O | 08.08.2017   |
| 3        | 325646002-0403 | ges. gesch. Biotop       | WBe Erlen-Bruchwald | 38321       |                    | 54° 10′ 23″ N, 10° 0′ 11″ O | 08.08.2017   |
| 4        | 325646002-0409 | ges. gesch. Biotop       | WEe Erlen-Eschen-Sumpfwald | 5639        |                    | 54° 10′ 20″ N, 10° 0′ 24″ O | 08.08.2017   |
| 5        | 325646002-0423 | ges. gesch. Biotop       | FKy Sonstiges Kleingewässer | 122         |                    | 54° 10′ 19″ N, 10° 0′ 6″ O  | 08.08.2017   |
| 6        | 325646002-0404 | ges. gesch. Biotop       | FKy Sonstiges Kleingewässer | 133         |                    | 54° 10′ 19″ N, 10° 0′ 5″ O  | 08.08.2017   |
| 7        | 325646002-0408 | ges. gesch. Biotop       | FSy Sonstiges Stillgewässer | 232         |                    | 54° 10′ 12″ N, 10° 0′ 2″ O  | 08.08.2017   |
| 8        | 325646002-0407 | ges. gesch. Biotop       | FKy Sonstiges Kleingewässer | 145         |                    | 54° 10′ 10″ N, 9° 59′ 58″ O | 08.08.2017   |
| 9        | 325646002-0405 | ges. gesch. Biotop       | FSy Sonstiges Stillgewässer | 268         |                    | 54° 10′ 10″ N, 10° 0′ 8″ O  | 08.08.2017   |
| 10       | 325646002-0424 | ges. gesch. Biotop       | FKy Sonstiges Kleingewässer | 64          |                    | 54° 10′ 5″ N, 10° 0′ 0″ O   | 08.08.2017   |
| 11       | 325646002-0406 | LRT + ges. gesch. Biotop | 3150 Natürliche und naturnahe nährstoffreiche Stillgewässer mit Laichkraut oder Froschbiss-Gesellschaften; FSe Eutrophes Stillgewässer | 478         | C                  | 54° 10′ 3″ N, 10° 0′ 12″ O  | 08.08.2017   |

## FFH-Maßnahmenkatalog
Der FFH-Maßnahmenkatalog im Managementplan führt neben den bereits durchgeführten Maßnahmen geplante Maßnahmen zur Erhaltung und Entwicklung der FFH-Lebensraumtypen im FFH-Gebiet an. Die Maßnahmen sind in einer Maßnahmenkarte lokalisiert.
Schwerpunkt der Maßnahmen sind die Verbesserung des Wasserhaushaltes durch Einbau von Stauen in das bestehende Drainagesystem. Eine Unterhaltung der Entwässerungsgräben findet schon seit Jahren nicht mehr statt. Das Wegenetz soll so optimiert werden, dass die Bruchwaldbereiche nicht durchschnitten werden. Das LLUR stellt zwei Informationstafeln des landesweiten Besucher-Informations-Systems (BIS) auf, um Besucher über die Eigenheiten des FFH-Gebietes zu informieren.

## FFH-Erfolgskontrolle und Monitoring der Maßnahmen
Eine FFH-Erfolgskontrolle und Monitoring der Maßnahmen findet in Schleswig-Holstein alle 6 Jahre statt. Die Ergebnisse des letzten Monitorings wurden noch nicht veröffentlicht (Stand April 2022). Im Zeitraum 2016 bis 2019 wurde eine Nachkartierung des FFH-Gebietes mit Angabe der Biotop- und FFH-Lebensraumtypen durchgeführt, siehe Tabelle 1.